# Ulrich de Brno
Ulrich Ier de Brno  (tchèque : Oldřich Brněnský, allemand : Ulrich von Brünn, latin : Udalricus Brunensis ; mort le 5 janvier ou le 27 mars 1113) fut  duc en Moravie de 1092 à 1113.

## Famille
Ulrich est le fils aîné et successeur de Conrad Ier de Brno (1092), éphémère duc de Bohême et de Wilpirk de Tengling. Il ne succède pas comme souverain de la moitié ouest de la Moravie (diarchie), à son père Conrad Ier, car le duché de Brno est divisé en deux parties ; Brno et Znojmo et Ulrich est co-régent de cette fraction avec son frère Luitpold qui reçoit Znojmo,.
Les deux frères établissent conjointement un monastère bénédictin l'actuelle basilique Saint-Procope de Třebíč et prépare d'y établir le mausolée de la lignée Brno-Znojmo de la dynastie des Přemyslides. Ulrich règne longuement sur la Moravie pendant 21 ans comme diarche de Brno, son règne est seulement interrompus par l'usurpation du duc Bretislav II de Bohême de  1097 à 1100. Il a comme successeur son fils unique : Vratislav de Brno.

## Contexte politique

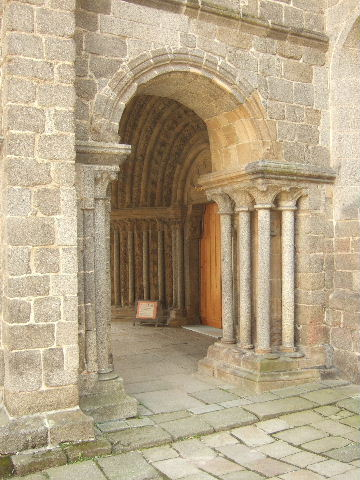
Tombeau royal dans l'abbaye de Třebíč.

Ulrich et Luitpold règnent initialement sur la région de Brno, la partie ouest du duché de Moravie, jusqu'en 1097, lorsqu'il sont évincés par leur cousin le duc Bretislav II de Bohême. En 1100, ils retrouvent leur patrimoine de Brno, fraction du duché de Moravie conformément au principe du séniorat avec l'aide de troupes bavaroises et l'appui indirect de l'empereur Henri IV du Saint-Empire qu'ils ont rencontré au début de février 1101 à Francfort). Après avoir recouvrer leur duché de Brno, les deux frères décident de le diviser en deux parties; la principale constitue le duché de Brno, et la seconde celui de Znojmo, bien qu'ils gouvernement encore un certain nombre de localités en indivision. En 1104 ils fondent ensemble une abbaye bénédictine à Třebíč. L'église du monastère la basilique Saint-Procope va devenir le mausolée de leur lignée et où ils seront inhumés tous les deux. L'empereur Henri IV accorde à Ulrich la dignité et la bannière (vexillum) comme symbole de sa souveraineté dans son duché.
Tous les membres de la lignée de Moravie de la dynastie des Přemyslides seront systématiquement liés par des intermariages tant avec la branche aînée par des unions avec des princesses de la lignée ducale puis royale de Bohême, qu'avec les dynasties souveraines étrangères voisines : les Árpád de Hongrie, les Riourik de Kiev, les Piast de Pologne, les Nemanjić de Serbie et même la famille d'Uroš Ier Vukanović  de Rascie ainsi qu'avec les maisons de Bavière, et inversement. Les membres de la lignée morave furent des prétendants au pouvoir sur le trône de Bohême et à la souveraineté sur les deux régions de Bohême et de Moravie à partir de Prague, dans le cadre d'une succession agnatique reposant sur le principe du séniorat.

## Union et postérité
De son union avec une princesse inconnue, il laisse deux enfants , :
- Vratislav de Brno, duc de Brno ;
- Nadia (?), (ou Nadine, (Надія, tchèque : Naděj).